# Feliks Hermanowicz
Feliks Hermanowicz (ur. 1807 w Pławanicach niedaleko Krasnegostawu, zm. 1870) – polski oficer, powstaniec listopadowy, lekarz w służbie wicekróla Egiptu, kawaler Orderu Virtuti Militari.
Edukację rozpoczął w Radomiu, a następnie studiował medycynę w Warszawie. Uczestniczył w powstaniu listopadowym; 3 października 1831 został odznaczony orderem Virtuti Militari. Studia medyczne ukończył w 1834 w Montpellier, gdzie uzyskał doktorat. Następnie zaciągnął się na służbę w armii egipskiej jako lekarz. Pod koniec lat 30. był medykiem 8 pułku kawalerii w Beni Suef. Później przez pewien czas mieszkał w Chartumie. Cieszył się sympatią wicekróla Egiptu; był m.in. towarzyszem wypraw wicekrólewskich synów do Sennaru i Hidżazu.